# Wolfgang Maria Bauer
Wolfgang Maria Bauer (Monaco di Baviera, 9 giugno 1963) è un attore tedesco.

## Biografia
Nato a Monaco, dopo la maturità ha studiato germanistica e filosofia per poi dedicarsi alla recitazione dal 1987 alla Hochschule für Darstellende Kunst di Stoccarda, dove si è diplomato nel 1990. I suoi primi ingaggi teatrali Bauer li ha ottenuti alla Bayerische Stadtschausspiel, dove è rimasto per tre anni.
I riconoscimenti teatrali sono giunti con «Romeo e Giulietta» nella regia di Leander Hausmann dove Bauer interpretava Mercuzio. Questo ruolo gli ha valso - nel 1993 - il premio come miglior attore non protagonista da parte di "Theater heute". Tra gli altri suoi ruoli preferiti da Bauer anche Lancillotto e Edmund nel «Re Lear».
Ha affiancato alla figura di attore anche il ruolo di regista e autore, soprattutto in ambito teatrale. 
I fans delle Krimiserien lo ricordano per il suo ruolo nella puntata de "Il commissario Kress", "Skinheads" ("Schlagt ihn tot", episodio 240, in onda in Germania l'11 settembre 1998) in cui interpretava uno dei camerati amici del giovane ucciso. Fu quello il ruolo con cui iniziò a lavorare con Helmut Ringelmann, che lo ha scelto anche per la serie poliziesca "Siska".
Per «Siska» inizialmente il produttore bavarese aveva proposto a Bauer un contratto per dieci episodi che è stato poi rinnovato fino alla fine della serie. 

## Filmografia parziale
- Irren ist männlich, regia di Sherry Horman (1996)
- Die Musterknaben, regia di Ralf Huettner (1997)
- Il commissario Köster (Der Alte) - Serie televisiva, 5 episodi (1998-2003)
- 666–Traue keinem, mit dem du schläfst, regia di Rainer Matsutani (2002)
- Siska - Serie televisiva, 37 episodi (2002-2008)
- Tatort - Serie televisiva (2010)
- Soko 5113 - Serie televisiva (2011)
- Marie Is on Fire (Marie fängt Feuer) - serie TV, 9+ episodi (2016-...)